# Передільниця

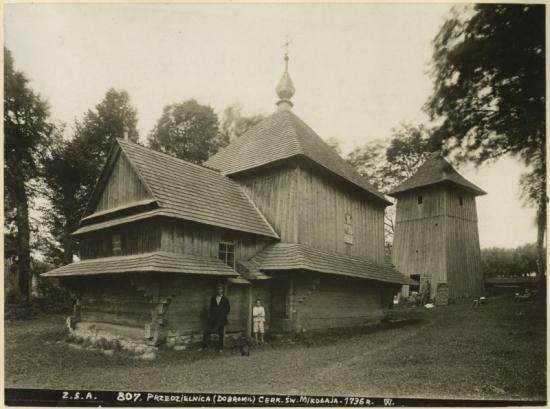
Храм св. Миколая, 1908—1914 рр.

Переді́льниця — село в Україні, у Самбірському районі Львівської області. Населення становить 577 осіб. Орган місцевого самоврядування — Добромильська міська рада.

## Історія
Перші відомості належать до 1437р.

## Населення

### Мовний склад
Рідна мова населення за даними перепису 2001 року:
| Мова       | Чисельність, осіб | Доля     |
| ---------- | ----------------- | -------- |
| Українська | 569               | 98,62 %  |
| Російська  | 7                 | 1,21 %   |
| Білоруська | 1                 | 0,17 %   |
| Разом      | 577               | 100,00 % |